# Георги Вазов
Георги Минчов Вазов е български и руски офицер (генерал-лейтенант), военен министър. Той е сред основните организатори на проруския преврат от 1886 г., целящ детронирането на княз Александър I Батенберг. По време на Балканската война командва Източния сектор при обсадата на Одрин, където е извършено настъплението, довело до превземането на града.

## Биография
Георги Вазов е роден на 17 януари (5 януари стар стил) 1860 г. в Сопот. Той е 5-о дете в семейството на търговеца Минчо Вазов и Съба Хаджиниколова-Вазова. Той е брат на писателя Иван Вазов, лекаря Кирил Вазов, генерал-лейтенант Владимир Вазов, политика Борис Вазов. Баща е на режисьора Александър Вазов и чичо на политика Иван Вазов.
Вазов отраства в сравнително заможно семейство. Баща му Минчо Вазов е крупен търговец и предприемач, собственик на някои от най-големите дюкяни в центъра на Сопот, търгуващ и във Влашко. През 1866 г. най-възрастният брат от семейството Иван отвежда младия Георги във „взаимното училище“ в Клисура при даскал Начо Труфчев.  За „школото“ Георги Вазов разказва:
| „ | ...Отделението се помещаваше в долния етаж на училището. Това бе една голяма стая с чинове, гдето се учеха стотина деца... | “ |

През 1873 г. завършва взаимното училище в родния си град, но поради здравословните проблеми, които има баща му, се налага да работи в сопотския дюкян. През есента на 1874 г. постъпва в 3 гимназиален клас на Априловската гимназия в Габрово, но през 1876 г. заради възникнал бунт е изгонен от гимназията и се завръща в Сопот. Както е известно, Сопот не въстава по време на Априлското въстание, но въпреки това сопотненци са свидетели на зверствата на башибозука.
След потушаването на въстанието през есента на същата година Минчо Вазов решава да изпрати сина си Георги в Олтеница, Румъния при брат си Кирил. Там той остава една година и учи в българското училище.

### Руско-турска война (1877 – 1878)
По време на Руско-турската война от 1877 – 1878 г. Георги Вазов работи като писар в руската администрация в Свищов.

### След освобождението (1878 – 1884)
През пролетта на 1878 година под ръководството на губернатора на Свищов Найден Геров се провежда конкурс, благодарение на който 10 момчета имат възможност да учат в Одеското юнкерско училище в Русия. Един от десетте щастливци е и Георги Вазов. В началото на месец май групата е събрана и бъдещите юнкери се подготвят за заминаване за Одеса. Пристигат там през юни и започват своята три месечна подготовка за полагане на приемните изпити във Военното училище. Строевата му подготовка преминава като „доброволец“ в 55-и подолски полк на Одеския гарнизон. Вазов полага изпита си на 1 септември 1878 г. и след като е приет е зачислен в състава на 2-ра юнкерска рота. Проявява особени наклонности към военната тактика и артилерията. Завършва обучението си на 1 септември 1880 г. с чин старши портупей юнкер и се завръща в България.
При пристигането си във Варна в произведен в чин подпоручик, с което е приравнен със завършилите втория випуск на Военното училище в София. На 8 октомври 1880 г. подпоручик Вазов в 1-ва на княз Алескандър дружина с длъжност субатльор офицер във 2-ра рота, а на 9 септември 1881 г. е назначен за завеждащ вещевия гарнизонен склад. Длъжността не се харесва на младия офицер и със съдействието на брат си Иван Вазов, който по това време пребивавал в столицата на Източна Румелия – Пловдив, на 26 ноември същата година той е прехвърлен в Източнорумелийската милиция.
В Пловдив Георги Вазов е назначен на 11 декември 1881 г. отново като субатльор офицер в 1-ва пловдивска дружина. Усърдността и интелигентността на Вазов не остават незабелязани от генерал-губернатора на областта Алеко Богориди и той е назначен за негов трети адютант. Георги Вазов става част от свитата на княз Богориди при срещата му със султана в Цариград през 1882 година.
В качеството си на източнорумелийски офицер, на 2 ноември 1882 г. подпоручик Вазов заминава за Санкт Петербург, където първоначално учи в Инженерното училище, а от 2 ноември 1883 г. продължава обучението си в младшия клас на Николаевската военна академия, като след успешно взетите изпити от първата година, на 20 ноември 1884 г. е прехвърлен в старшия клас. Още през 1881 г. Вазов написва първата си монография „За военната гимнастика в училищата и в обществото“, която излиза в София по времето на следването му в Русия. На 10 септември 1885 г. Вазов се връща отново в България, за да вземе участие в Сръбско-българската война.

### Сръбско-българска война (1885)
През Сръбско-българската война (1885) Вазов изпълнява различни функции в Пионерната дружина и артилерията. Включва се в авангардния отряд на майор Петко Стоянов и взема участие в боя при Цариброд (12 ноември *). Провежда разузнаване в тила на противника, с което пленява противникови войници на (14 ноември *). Награден е с орден „За храброст“ IV степен.
След войната води курса по фортификация във Военното училище в София. През 1886 г. е сред ръководителите на проруския преврат, целящ детронацията на княз Александър I Батенберг, а след контрапреврата емигрира в Русия. През 1888 г. завършва Николаевската военно-инженерната академия, след което остава на служба в руската армия. Под негово ръководство е възстановена крепостта Кушка в Средна Азия.
След размразяването на българо-руските отношения в края на 90-те години, през 1898 г. Георги Вазов е върнат на служба в Българската армия. През 1899 – 1900 г. работи във Военно-инженерната инспекция, след това е командващ 2-ра пионерна дружина (1900 – 1903 г.), началник на инженерните войски (1904 – 1905 г.) и инспектор на инженерните войски (1908 г.). През 1906 г. е повишен в първия генералски чин генерал-майор. По-късно е обвинен в корупция при доставките на взривни вещества и през май 1908 г. е уволнен от армията.

### Балкански войни (1912 – 1913)
При започването на Балканската война през есента на 1912 г. Георги Вазов е мобилизиран и е назначен за началник на военните съобщения и транспорта. На 22 ноември* става военен губернатор на Лозенград, а от 1 февруари* е началник на Източния сектор при Одрин, който ръководи и по време на настъплението на съюзническите войски два месеца по-късно, при което Одрин е превзет. На неговия участък са превзети първите фортове Айвазбаба, Айджиолу и др. Участва в пленяването на Шукри паша. За участието си във войната генерал Вазов е награден с орден „Св. Александър“ II степен, който му е връчен на 25 юни 1913 г. във военното министерство.
На 12 март 1913 г. в 8 ч. 30 м. след пладне генерал-майор Георги Вазов – началник на българските войски, обсаждащи Одрин в източния сектор издава своята забележителна заповед № 2887 за атака и овладяване фортовете на крепостта. Точка 6 от нея е останала в историята, тя и гласи:
| „ | Трѣбва да се помни, че въ тази нощь е необходимо да се рѣши сѫдбата на Одринската крѣпость. Връщане назадъ нѣма! Противникътъ трѣбва да бѫде сломенъ! Напрѣдъ ни чакатъ слава и миръ, назадъ – безчестие и смърть! | “ |

След започването на Междусъюзническата война (1913) Георги Вазов е назначен за министър на войната в правителството на Стоян Данев (11 – 17 юли* 1913 г.) и в правителството на Васил Радославов (17 юли-4 септември* 1913 г.) и е повишен в генерал-лейтенант. Подава оставката си заради политически различия и се уволнява от армията.

### Обществена и политическа дейност
През септември 1914 г. е приет за член на „Славянското дружество“ – дружество създадено през 1899 г. от български граждани за прослава на славянството и в частност в прослава Русия и другите държави спомогнали за Освобождението на България. Работи съвместно с изтъкнати руски интелектуалци за подобряване на руско-българските отношения. На 15 март 1915 г. 115 членове на Народната партия, в което число е и генерал Вазов изпращат писмо с молба за ненамеса на България във войната.
На 12 май 1915 г. е избран за общински съветник в София, на който пост остава до 1919 година.
На 10 септември 1915 г. в Софийския военен клуб запасният генерал Вазов, в качеството си на председател на Софийското бюро на Народната партия, събира всички председатели на опозиционните партии. Там се гласува телеграма до правителството, в която се изтъква важността на ненамесата на България в Първата световна война или ако такава намеса е наложителна, то България да застане на страната на Русия. Телеграмата е представена от Александър Стамболийски на аудиенция при Фердинанд, но той отхвърля категорично този вариант на действие.
През 1920 г. здравословното му състояние силно се влошава и той е принуден към края на годината да замине във Виена на лечение. Болестта му налага сложна хирургическа операция, която е извършена през февруари 1922 година. Рехабилитацията му трае почти две години, които той прекарва по санаториуми в Швейцария, Германия и Италия. През 1922 година в Женева написва своите „Спомени от Балканската война“. При управлението на Александър Стамболийски през 1923 г. е обвинен от Народното събрание, че е изменил на отечеството с това, че е продължил войната от 1912 – 1913 г.
Георги Вазов се завръща в България на 24 май 1924 година, а 4 дни по-късно ръководството на опълченското „Дружество Одрин“ организира в негова чест тържество, на което е официално приет за член на дружеството. От анкетата направена през 1926 година от военното министерство се вижда, че Вазов се е отдал на работата си над историко-мемоарни съчинения. По това време са готови ръкописите на „Монография за участието на българите в Освободителната война“, „Спомени от Съединението и Сръбско-българската война“, „Укрепване на северната граница на България“ и „Българската флотилия“. През 1919 година генерал Вазов обнародва спомените си „В пустините на Средна Азия“. Генерал Вазов е автор на десетки статии в областта на военното дело.
Генерал-лейтенант Георги Вазов умира на 13 август 1934 г. в София. Тленните му останки са поставени върху оръдеен лафет и под звуците на траурна военна музика е погребан в Централните софийски гробища.

## Памет
На генерал Георги Вазов е наречена улица в квартал „Васил Левски“ в София (Карта).

## Военни звания
- Охотник (20 август 1878)
- Юнкер (1 септември 1878)
- Подпоручик (8 януари 1880)
- Поручик (15 септември 1883)
- Капитан (30 август 1885)
- Подполковник (6 декември 1896)
- Полковник (1901)
- Генерал-майор (1906)
- Генерал-лейтенант (5 август 1913)

## Награди
- Военен орден „За храброст“ III и IV степен, 2 клас
- Княжески орден „Св. Александър“ II степен с мечове отгоре, V степен без мечове
- Народен орден „За военна заслуга“ III степен
- Орден „Св. Станислав“ III степен, Руска империя
- Орден „Св. Владимир“ IV степен, Руска империя
- Орден „Св. Ана“ I степен, Руска империя